# Georg Jenisch

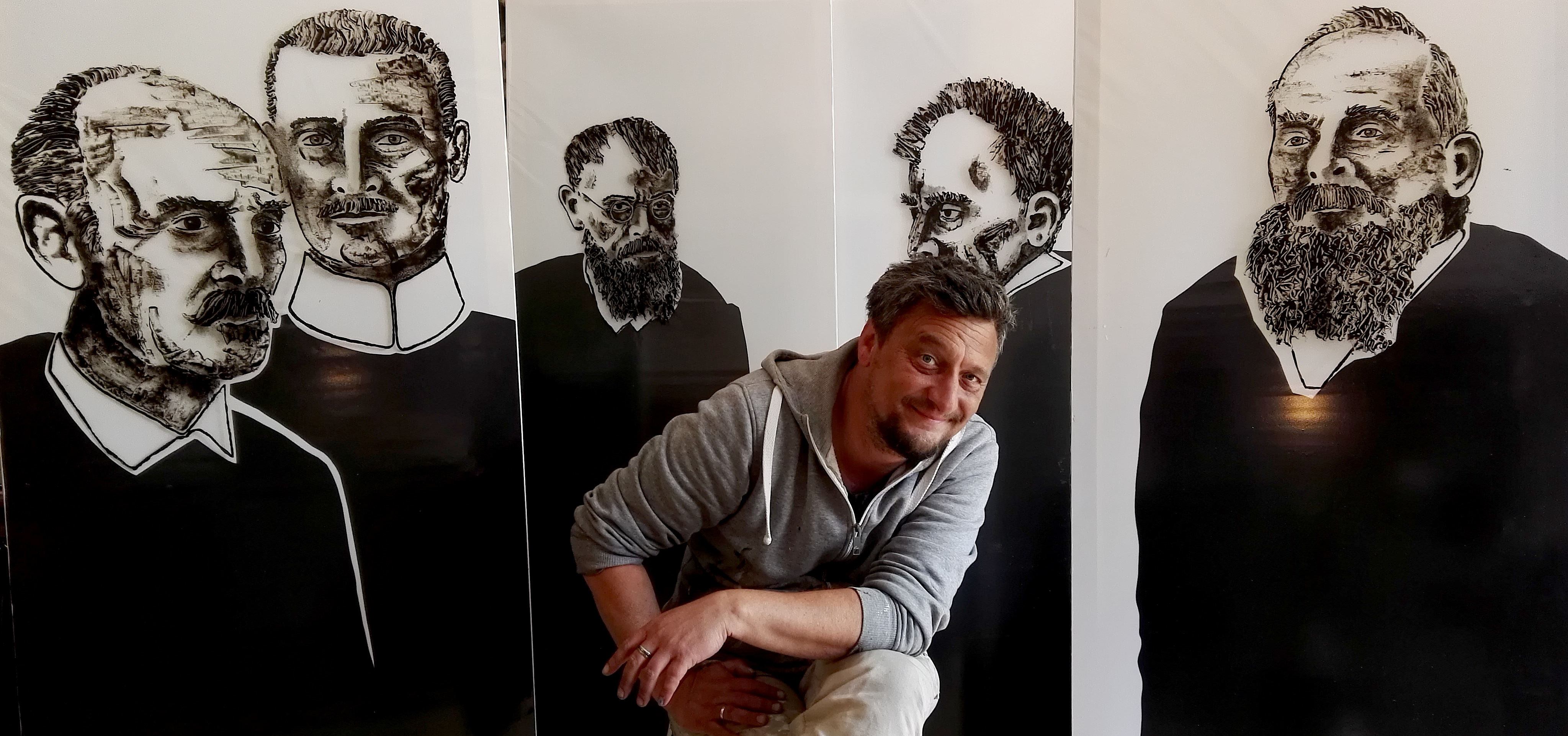
Georg Jenisch (2017)

Georg Jenisch (* 1969 in Salzburg) ist ein österreichischer Komponist, Maler, Marionettenkünstler, Filmemacher und künstlerischer Leiter des Berliner Schattentheaters Figuren-Zirkel. Er lebt in Berlin.

## Leben
Jenisch studierte Komposition und Klavier am Mozarteum Salzburg. Seit 1985 kamen die Werke Medea-Kantate, Petersbrunnhof Salzburg; Macbeth – Textcollage mit Musik, Autobahnbrücke Salzburg; Makrokosmos, Philadelphia, USA; Tanz der Mondin, Burgruine Jagdberg; Notturno, La Cotencie, St. Felix de Mareuil, Frankreich zur Uraufführung.
Mit seinen Opern Edward II. – ein Königsspiel (Wiener Taschenoper) und Dargelos-Ritual (Städtebundtheater Hof und Landesbühnentagung Halberstadt) trat er auch als Opernkomponist und -librettist in Erscheinung und schrieb Bühnen- und Filmmusik: Les Paradis des Esquimaux von Boguslaw Schaeffer, Teatre du Grutli, Genf; Ein drei Stationen Stück von Christine Velan, WUK, Wien; Voyage von Sylvia Bath, Theater Scheselong, Berlin.

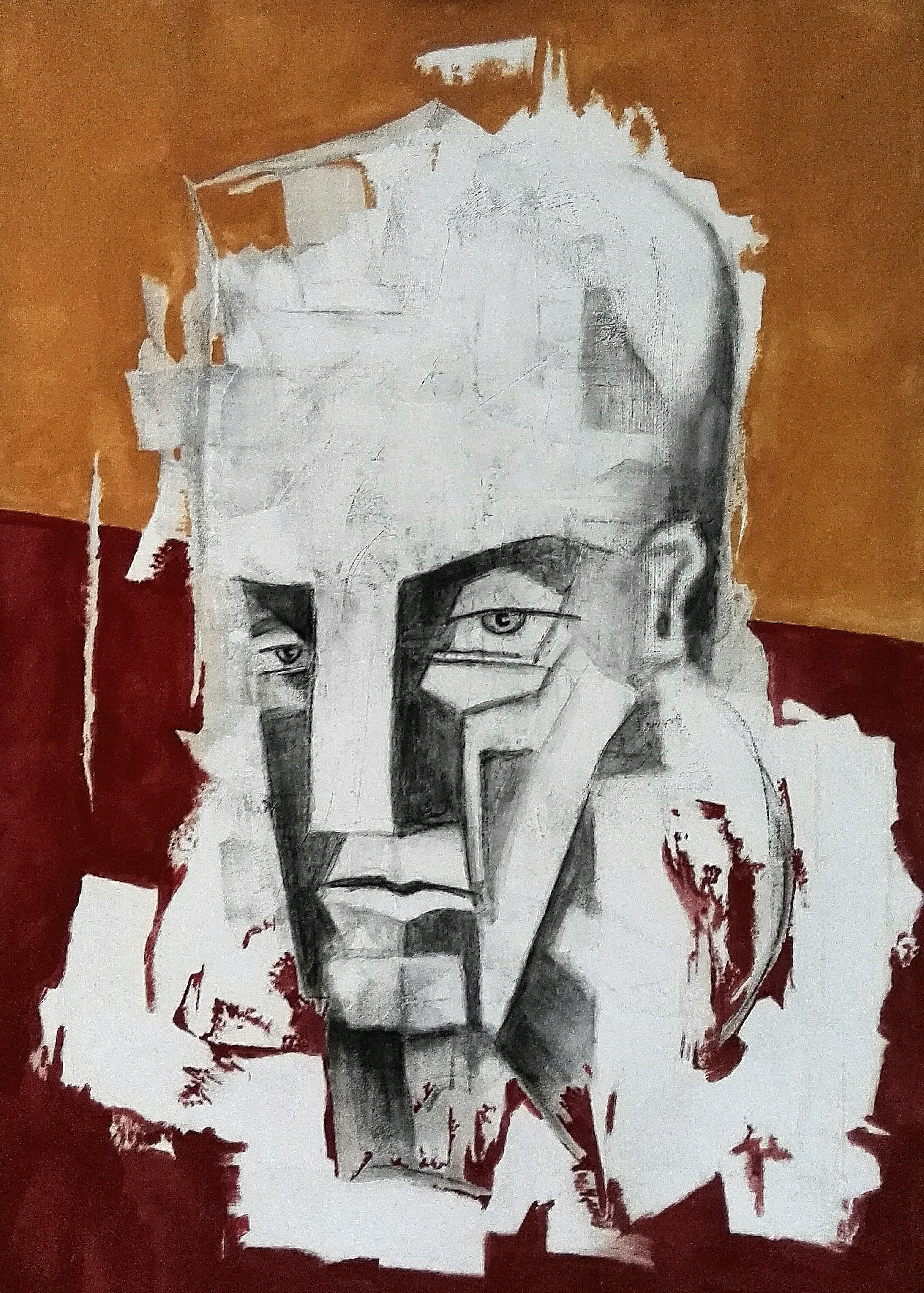
Georg Jenisch, Fragment, 2017

Neben seinen musikalischen Tätigkeiten war Jenisch von 1996 bis 1998 Künstlerischer Leiter von T.A.K. (Theater, Ausstellung und Konzert) in der ehemaligen Alpenmilchzentrale, Wien, und leitet seit 2002 das Berliner Schattentheater Figuren-Zirkel. Mit seinen Inszenierungen für den Figuren-Zirkel (Die Zauberflöte; Musik von Wolfgang Amadeus Mozart, Titanias Traum; Musik von Benjamin Britten, Aus dem tibetanischen Totenbuch; Musik von Béla Bartók, De temporum fine comoedia; Musik von Carl Orff oder Dornröschen-Ballett; Musik von Tschaikowsky etc.) gastierte er u. a. in der Potsdamer Schlössernacht, am Deutschen Theater Berlin, dem Berliner Tränenpalast und dem Münchner Künstlerhaus.
2006 verfilmte er im Auftrag von Moving-Images Michael Haydns Ballett-Pantomime Der Traum mit Figuren und schuf 2007 die Marionettenszenen für den Kinofilm Dem kühlen Morgen entgegen – Dmitri Schostakowitsch mit Armin Mueller-Stahl in der Hauptrolle. Anlässlich der 850-Jahr-Feier der Stadt München inszenierte Jenisch Igor Strawinskis Opernoratorium Oedipus Rex am Münchner Künstlerhaus mit zwischen zwei und drei Meter großen Stabfiguren und war auch für die Ausstattung verantwortlich. Im Frühjahr 2009 drehte er den Figurenfilm Haydns Nacht mit Udo Samel als Sprecher.
Nach zahlreichen Inszenierungen für das Figurentheater (im Auftrag der Münchner Künstlerhaus-Stiftung, u. a. Carl Orffs Trionfo di Afrodite, Catulli Carmina, Carmina Burana, Manuel de Falla El amor brujo oder Felix Mendelssohn Bartholdys Ein Sommernachtstraum) oder der Orff-Stiftung Carl Orffs Prometheus konzentrierte Georg Jenisch seit 2016 sein Schaffen vor allem auf Malerei und Installationen.
Es entstanden zahlreiche Bildzyklen und Installationen (u. a. Zeit-Schichten 1 + 2 im Auftrag der Künstlerhaus-Stiftung München). Sein Atelier in Berlin-Kreuzberg ist öffentlich besuchbar.